# Aplysia geographica
Aplysia geographica är en snäckart som först beskrevs av Arthur Adams och Reeve 1850.  Aplysia geographica ingår i släktet Aplysia och familjen sjöharar. Inga underarter finns listade i Catalogue of Life.